# August Friedrich Wilhelm Rudolph
August Friedrich Wilhelm Rudolph (* 11. Februar 1771 in Burgholzhausen; † 15. Juni 1826 in Zittau) war ein deutscher Pädagoge.

## Leben
August Friedrich Wilhelm Rudolph wurde als Sohn des Pfarrers von Burgholzhausen Johann August Rudolph und dessen Frau Christiane Friederike (geb. Rinder) geboren. Sein Vater unterrichtete ihn zu Hause und bereitete ihn auf den Besuch des Gymnasiums in Weimar vor, das er mit Unterstützung des Bruders seiner Mutter, Kaufmann Christian Siegmund Rinder (1751–1829), ab 1784 besuchte. Sein Subkonrektor am Wilhelm-Ernst-Gymnasium Weimar war Wilhelm Johann Christoph Lippold, Collaborator war Christ. Rost, der Geheime Kanzlist Christian Friedrich Wilhelm Roth unterrichtete ihn im Schreiben und Rechnen, weiteren Unterricht erhielt er durch Konrektor Johann Gottlob Samuel Schwabe, Professor Johann Karl August Musäus, und nach dessen Tod, durch Johann Friedrich Kästner, durch Rektor Johann Michael Heinze, Lehrer der französischen Sprache war Schmidt, Unterricht hatte er auch beim Hoftanzmeister Johann Adam Aulhorn sowie Zeichenunterricht durch mehrere Lehrer bei Georg Melchior Kraus.
1790 studierte er Theologie und Philosophie an der Universität Jena und hörte Vorlesungen bei Johann Jakob Griesbach, Johann Christoph Döderlein, Lorenz Johann Daniel Suckow, Christian Gottfried Schütz, Heinrich Eberhard Gottlob Paulus und Carl Leonhard Reinhold.
Dank der Unterstützung seines Förderers, dem damaligen Domdechanten und späteren Dompropst von Naumburg, Friedrich Wilhelm von Seebach, kam er Ostern 1791 an die Universität Wittenberg, die er bis 1793 besuchte. Er hörte Vorlesungen bei Franz Volkmar Reinhard, Friedrich Wilhelm Dresde, Johann Daniel Titius, Johann Matthias Schröckh, Johann Jacob Ebert, Konrad Gottlob Anton, Christian Friedrich von Matthäi, Johann Christian Henrici, Christian Friedrich Franke, Johann Georg Karl Klotzsch und Johann August Görenz.
Ostern 1793 erhielt er den Magister lib. art. und am 11. Juni 1794 habilitierte er als Magister legens und wurde im November Adjunkt der Philosophischen Fakultät der Universität Wittenberg, 1796 wurde er Universitätsbibliothekar und 1798 wurde er zum Dekan der Philosophischen Fakultät ernannt.
Am 9. Juli 1798 berief ihn der Stadtrat von Zittau als Nachfolger von Karl Heinrich Sintenis (1744–1816) zum Rektor des dortigen Gymnasiums zu Zittau, an dem er am 13. November 1798 durch den Bürgermeister Johann Friedrich Scholze (1735–1800), der das Amt des Oberscholarchen ausübte, eingeführt wurde. Das Gymnasium wurde seinerzeit umgestaltet zu einer Lehreinrichtung, die ausschließlich auf das Universitätsstudium vorbereiten sollte, hierzu wurden durch August Friedrich Wilhelm Rudolph die beiden unteren Klassen in eine Bürgerschule umgewandelt. Allerdings dauerte es bis 1810, bis nach schwierigen Verhandlungen die Staatsregierung die Abtrennung anordnete und eine „allgemeine Stadtschule“ gegründet wurde. Diese Umgestaltung war jedoch nicht im Sinne von August Friedrich Wilhelm Rudolph und nach seinen Vorstellungen erfolgt. Durch die hierdurch verursachte Aufregung sowie der Tod seiner ersten Frau 1808, waren bereits 1809 Spuren einer Störung seiner geistigen Gesundheit erkennbar. Diese Störungen kehrten in kürzeren und längeren Zeiträumen immer wieder, hinderten ihn aber nicht an der Fortführung seines Amtes oder an seiner literarischen Tätigkeit.
Er hatte auch einen großen Anteil an der Reform des Waisenhauses 1814 und ließ 1817 die 300-jährige Jubelfeier der Reformation in seinem Gymnasium besonders festlich begehen.
1823 war er allerdings gesundheitlich so schwer angegriffen, dass er um seine Pensionierung nachsuchte, die am 30. Juli 1823 erfolgte. Im Zeitraum nach seiner Pensionierung besserte sich seine geistige Gesundheit zwar, allerdings verfielen seine Körperkräfte, so dass er am 15. Juni 1826 verstarb. Sein Nachfolger im Amt des Rektors wurde Friedrich Lindemann.
Der Cranachide August Friedrich Wilhelm Rudolph war dreimal verheiratet und überlebte sowohl seine Ehefrauen als auch die meisten seiner 11. Kinder.

## Wirken
August Friedrich Wilhelm Rudolph war ein entschiedener Gegner der Methode von Johann Heinrich Pestalozzi, der als Vorläufer der Anschauungspädagogik gilt und dessen pädagogisches Ziel die ganzheitliche Volksbildung war, dieses führe jedoch nach seiner Meinung zur Oberflächlichkeit. Diesen Standpunkt hat er mehrfach in Schulprogrammen vertreten, war aber selber auch bemüht, die Gymnasialpädagogik zu verbessern und hatte hierzu 1799 die Programme de iuvene ad vitam academicam maturo und 1804 Observationes Platonicae verfasst.
1806 führte er erstmals die öffentlichen Osterprüfungen ein.

## Mitgliedschaften
1799 wurde er Mitglied der Oberlausitzischen Gesellschaft der Wissenschaften.

## Werke
- Christian Friedrich von Matthäi; August Friedrich Wilhelm Rudolph; Ocellus, Lucanus: Adornandae Editionis Ocelli Lucani Ratio Et Observationum Maxime Criticarum Ad Eum Specimen. Vitebergae: Tzschiedrichius, 1794.
- August Friedrich Wilhelm Rudolph; Christian Traugott Simers: Natura repraesentationis in genere, intuitionem, sensationem, conceptum, notionem et ideam comprehendentis, ne exponi quidem recte potest. Vitebergae: Tzschiedrich, 1794.
- August Friedrich Wilhelm Rudolph; Christian Traugott Simers: De historia ad modum scientiae tractanda. Wittenbergae: Tzschiedrich, 1796.
- Friedrich Ludwig Kreysig; Johannes Heinrich Ludwig Helbing; August Friedrich Wilhelm Rudolph; Johann Siegmund Wittich: De Detractione Sanguinis In Morbis Apolectis : Dissertation Inauguralis Medica. Vitebergae: Literis Tzschiedrichii, 1797.
- Lucian, of Samosata; August Friedrich Wilhelm Rudolph: Quaestio quomodo historia sit scribenda Graece. Lipsiae, sumtu E.B. Schwickerti, 1797.
- Nonnvlla praefatvs de philologia philosopho necessaria. Vitebergae, Literis Tzschiedrichii 1798.
- August Friedrich Wilhelm Rudolph; Immanuel Benjamin Gottlieb Kretschmar; Christian Traugott Heffter: Dem Andenken des Herrn M. Immanuel Beniamin Gottlieb Kretschmar, gewesenen Diaconi II. und Frühpredigers zu St. Petri und Pauli, welcher im Jahr 1799. den 24sten September selig entschlief, und den 30sten September beygesetzt wurde, widmet diese Blätter als ein Denkmal seiner Achtung. Zittau; Zeitz: Franke, 1799.
- Ōkellos, ho Leukanos; August Friedrich Wilhelm Rudolph: Okellos ho Leukanos Peri tēs tou pantos physeōs = Ocellvs Lvcanvs De rervm natvra. Graece. Lipsiae: Svmtv Engelh. Beniam. Scwickerti, 1801.
- In wiefern ist Selbstdenken löblich? Zittau: Franke, 1801.
- Soll der Staat die Vorbereitungs-Institute künftiger Staatsdiener von denen künftiger Gelehrten trennen? Zittau: Franke, 1802.
- August Friedrich Wilhelm Rudolph; Johann August Grünwald. Als der Johann August Grünwald den 25sten Jan. 1803 selig entschlief widmete diese Bogen dem Andenken. Zittau: Gedruckt bey Gottlieb Benjamin Franke, 1803.
- August Friedrich Wilhelm Rudolph; Johann Christoph Müller: Dem Andenken ihres werthgeschätzten Herrn Collegen, Herrn Johann Christoph Müllers, gewesenen Conrectors und Bibliothecari emeritii welcher im Jahre 1803 den 16. Juni selig enschlief widmeten diesen Bogen aus Hochachtung und Freundschaft sämmtliche Collegen des Gymnasii. Zittau: Franke, 1803.
- Nachrichten über das Zittauische Gymnasium: Eine Einladungsschrift zum Küract, welcher mit gütiger Erlaubniß Es. Hochedl. und Hochw. Rathes den 6ten November 1804 vormittags von 9 Uhr an im Hörsaale der ersten Classe gehalten werden soll. Zittau: Franke, 1804.
- August Friedrich Wilhelm Rudolph; Heinrich August Richter: Dem Andenken ihres werthgeschätzten Herrn Collegen, Herrn Heinrich August Richter’s, gewesenen treuverdienten sechsten Collegens am hiesigen Gymnasio, welcher im Jahre 1804 den 3ten März selig entschlief widmen diese Schrift als ein Beweis ihrer Freundschaft sämmtliche Collegen des Gymnasii. Zittau: Franke, 1805.
- Observationum Platonicarum. Zittauiae: Franke, 1805.
- Nachrichten über das Zittauische Gymnasium. Zittau 1806.
- De rerum et verborum discrimine. Zittauiae: Franke, 1811.
- August Friedrich Wilhelm Rudolph; Christiane Friederike Sohns: Dem Andenken einer ehrwürdigen Mutter Frauen Christianen Friedriken Sohns, geb. Böttger, Herrn Johann Joachim Sohns hinterlassenen Frau Wittwe, welche den 23. Februar 1812 entschlaffen. Zittau : Müller, 1812.
- August Friedrich Wilhelm Rudolph; Adolph Gottfried Gerlach: Dem Andenken ihres werthgeschätzten Herrn Collegen, Herrn Adolph Gottfried Gerlach, gewesenen Brauberechtigten Bürgers, fünften Lehrers am hiesigen Gymnasio, welcher im Jahre 1814 den 21sten Mai selig entschlief widmen diesen Bogen aus Hochachtung und Freundschaft sämmtliche Collegen des Gymnasii. Zittau: Franke, 1814.
- August Friedrich Wilhelm Rudolph; Johann Gottlieb Schönfeld: Dem Andenken ihres werthgeschätzten Herrn Collegen, Herrn Johann Gottlieb Schönfeld welcher im Jahre 1815 den 18. März selig entschlief widmen diesen Bogen aus Hochachtung und Freundschaft die noch übrigen 4 Collegen des Gymnasii. Zittau: Franke, 1815.
- Arithmetik als Stoff zur Uebung im wissenschaftlichen Denken. Zittau: Franke, 1815.
- Ueber Reinheit der Sprache. Zittau: Franke, 1816.
- Beweis, daß die Heilige Schrift für jeden rechtschaffnen Leser deutlich sei: nebst Ankündigung d. Feyerlichkeiten, mit welchen d. dritte Reformations-Jubiläum begangen werden soll. Zittau: Rosine, 1817.
- Grundlehre der Methode des Unterrichts: als Einladungsschrift zur öffentlichen Prüfung im Gymnasio, welche 1818 den 9ten, 10ten und 11ten März im Hörsaale der ersten Classe gehalten werden soll. Zittau: Franke, 1818.
- Nöthige Erklärung über die in der Neuen Allgemeinen Deutschen Bibliothek, Bd. 71 befindlichen Recension seiner Ausgabe des Ocellus Lukanus. Zittau, 1820.
- August Friedrich Wilhelm Rudolph; Traugott Leberecht Krug: Dem Andenken ihres werthgeschätzten Herrn Collegen, Herrn Traugott Leberecht Krug, gewesenen wohlverdienten Cantorio und vierten Lehrer am hiesigen Gymnasio, welcher den 25sten Julii selig entschlief widmen diese Schrift aus Hochachtung und Freundschaft die Lehrer des Gymnasii. Zittau: Franke, 1821.
- De rationis usu recte temperando. Zittauiae: Franke, 1822.
- Dem Andenken des Verstorbenen Herrn Director August Friedrich Wilhelm Rudolph: geb. den 11. Febr. 1771; gest. den 15. Juni 1826. Zittau: Seyfert, 1826.
- Friedrich Lindemann: Dem Andenken des verewigten Herrn August Friedrich Wilhelm Rudolph: er starb den 15. Juni, 1826. Zittau: Seyfert, 1826.
- Verzeichniß der von dem verstorbenen Herrn M. A. F. W. Rudolph hinterlassenen Büchersammlung: enthaltend die griechischen Kirchenväter einzeln und in Sammlungen welche nebst einem doppelten Anhange von Büchern, vermischten u. besonders medicinischen Inhalts, Dienstag, den 12. Februar 1828 versteigert werden sollen. Zittau, 1828.